# الجحيلة (رصد)

تعديل مصدري - تعديل

الجحيله هي إحدى قرى عزلة القارة بمديرية رصد التابعة لمحافظة أبين، بلغ تعداد سكانها 24 نسمة حسب تعداد اليمن لعام 2004.